# Hochhaussinfonie

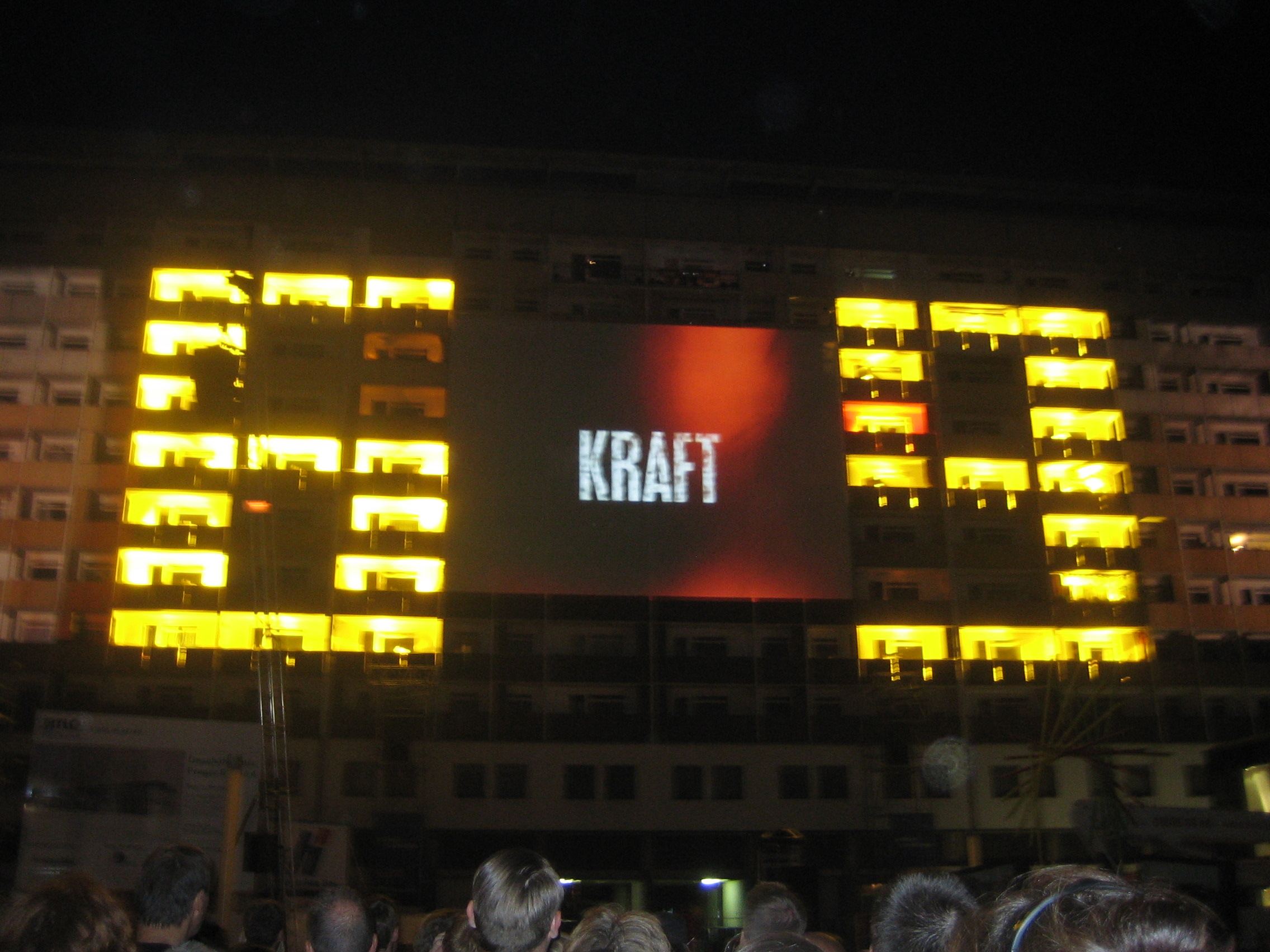
Die Hochhaussinfonie zu 800 Jahre Dresden

Die Hochhaussinfonie war eine multimediale Musikinszenierung der Dresdner Sinfoniker und der Pet Shop Boys, konzipiert von Markus Rindt und inszeniert von Sven Helbig, am Abend des 20. Juli 2006 in Dresden.
Als einer der Höhepunkte der 800-Jahr-Feier Dresdens waren die 10.000 Eintrittskarten schon Tage vor der Veranstaltung vergriffen. Aufführungsort war Dresdens Hochhaus Prager Zeile.

## Ablauf
Die Hochhaussinfonie bestand aus drei Akten.
Im ersten Akt wurde ein Film über die wechselvolle Geschichte der Prager Straße gezeigt, der die Zerstörung und den Aufbau nach dem Zweiten Weltkrieg, wie auch die Zeit der Wende 1989, thematisierte. 
Ab dem zweiten Akt diente die Prager Zeile als Projektionsfläche. Der 240 Meter lange Plattenbau gilt als eines der längsten Wohnhäuser Deutschlands. Die an ihm angebrachte Leinwand wurde für kurze Filmsequenzen und Worteinblendungen verwendet, während die Balkone links und rechts daneben in die Lichtinszenierung einbezogen wurden.
Im dritten Teil wurden die  Balkone zum „Orchestergraben“ für die Dresdner Sinfoniker und die Pet Shop Boys, um die Neuvertonung Battleship Potemkin des Stummfilms Panzerkreuzer Potemkin darzubieten.

## Entstehungsgeschichte
Die Pet Shop Boys wurden durch die Aufnahmen Mein Herz brennt, einem Liederzyklus der Dresdner Sinfoniker (Komposition: Torsten Rasch) aus dem Jahr 2003 nach Texten von Rammstein, auf diese aufmerksam und arbeiteten daraufhin mit dem Orchester, Sven Helbig und Torsten Rasch an der Neuvertonung des Filmklassikers Panzerkreuzer Potemkin. Die Uraufführung war bereits im September 2004 auf dem Londoner Trafalgar Square.

## Filmdokumentation
Zum Ereignis gibt es eine gleichnamige Filmdokumentation von Bettina Renner, diese ist in der ARD-Mediathek bis 25. Mai 2024 verfügbar.